# Sakura 2B
Sakura 2B o CS-2B (Communications Satellite 2B) fue el nombre de un satélite de comunicaciones comercial japonés lanzado el 5 de agosto de 1983 mediante un cohete Delta desde la base de Tanegashima a una órbita geoestacionaria.
Formaba parte de la red de satélites de comunicaciones propios japoneses y funcionó básicamente como satélite de reserva para el Sakura 2A.